# Wapen van Aguascalientes
Het wapen van Aguascalientes toont een schild onder een ridderhelm en ridderversierselen en is sinds 1946 het officiële wapen van de Mexicaanse staat Aguascalientes.
Het schild bestaat uit drie velden binnen een brede rode rand. In deze rand staat in gouden letters Bona terra, bona gens; aqua clara, clarum cœlum ("Goed land, goed volk; helder water, heldere hemel").
In het bovenste veld staat op een blauwe achtergrond de patroonheilige van Aguascalientes, Onze-Lieve-Vrouw ten Hemel Opgenomen. Rechts van deze heilige staat een gebroken ketting, als symbool van de vrijheid; deze ketting staat om een mond als verwijzing naar de vrijheid van meningsuiting.
In het veld linksonder wordt een tak druiven afgebeeld; deze symboliseert de landbouw (met name de wijnbouw).
In het veld rechtsonder staat een tandwiel als verwijzing naar de industrie, met name de spoorwegindustrie. In het midden van het tandwiel staat een bij als symbool van het ordelijke, methodologische, constante en progressieve in de industrie en de landbouw.
Het wapen staat centraal in de niet-officiële vlag van Aguascalientes.